# Udruženje Hrvatsko prosvjetno društvo "Franjo Štefanović"
Udruženje Hrvatsko prosvjetno društvo "Franjo Štefanović" je prosvjetna ustanova Hrvata u Petrovaradinu. 

## Podatci o društvu
Udruženje je osnovano 2015. godine. Adresa društva je Vladimira Nazora 3.
Nosi ime Franje Štefanovića, hrvatskog skladatelja i pjesnika, tvorca prve opere za djecu na svijetu, nastavnika i zborovođe.